# Hélder Proença
Hélder Magno Proença Mendes Tavares (Bolama, 31 december 1956 – Bissau, 5 juni 2009) was een Guinee-Bissaus dichter en politicus voor de PAIGC. 
Proença was aanvankelijk geschiedenisleraar op de middelbare school, maar engageerde zich al spoedig bij de bevrijdingsbeweging van zijn land en bij de PAIGC. Van 2005 tot 2007 was hij minister van Defensie onder president João Bernardo Vieira, die in maart 2009 werd vermoord. Samen met twee van zijn lijfwachten werd Proença in juni 2009 gedood, nadat hij een poging tot staatsgreep gepland zou hebben. Hij werd neergeschoten op de weg tussen de noordelijke stad Bula en de hoofdstad Bissau. Dezelfde dag werd ook minister van Territoriale Administratie Baciro Dabo gedood.
Proença was ook bekend als dichter en schrijver. Hij schreef in het Portugees en in het Creools ook over de nationale wederopbouw en werd beschouwd als een der meest vooraanstaande schrijvers van de nieuwe Guineese letterkunde.

## Werken
- Não Posso Adiar hat Palavra, 1982
- Poèmes dans Poésie d’Afrique au sud du Sahara, Actes Sud, 1995